# ألبرتو بوري
ألبرتو بوري (12 مارس 1915 - 13 فبراير 1995) كان فنانًا تشكيليًا إيطاليًا ورسامًا ونحاتًا وطبيبًا مقيمًا في تشيتا دي كاستيلو. يرتبط اسمه بالرسم المادي للحركة الفنية الأوروبية إينفورمال، ووصف أسلوبه بأنه متعدد الوسائط. وكان على صلة بحركة سباتيليزم للوسيو فونتانا مع أنتوني تابيس، وكان له تأثير على إحياء فن التركيب بعد الحرب في أمريكا (روبرت راوشينبيرغ) كما في أوروبا.

## حياته
غالبًا ما يُذكر اسم ألبرتو بوري في عمود «مبالغ بتقديره ومقلل تقديره» الذي نشرته مجلة الفن الأمريكية أرتنيوز. مثلًا ذكرته كارولين كريستوف باكارجيف في عدد يناير عام 2005.
إذا نظرت إلى مجلات من خمسينيات القرن العشرين، كان بوري يتشارك نفس المنصة مع معظم التعبيريين التجريديين الأمريكيين، لكنه لسبب ما وقع في غياهب النسيان التام تقريبًا. يتمتع بوري بأهمية كبيرة في فترة ما بعد الحرب وله تأثير عالمي. لا أعتقد أنه كان من الممكن ظهور أنتوني تابيس في إسبانيا لولا بوري. 

- كارولين كريستوف باكارجيف، 2005
ولد ألبرتو بوري في 12 مارس عام 1915 في تشيتا دي كاستيلو في أمبرية، والده هو بيترو بو، تاجر نبيذ توسكاني، ووالدته كارولينا توريجياني معلمة مدرسة ابتدائية من أمبرية. وفي عام 1935 التحق بوري بمدرسة ثانوية حكومية في أريتسو، وكان يعيش كمقيم في نزل، ومثلما أشارت تقارير مدرسته فقد درس الكلاسيكيات في مدرسة خاصة في تشيتا دي كاستيلو. عند عودته من شمال إفريقيا التحق بوري وشقيقه الأصغر فيتوريو بكلية الطب في بيروجيا، وبعد مغامرته الأفريقية قرر بوري أنه يريد التخصص في أمراض المناطق المدارية. تخرج بوري من كلية الطب في عام 1940، وفي 12 أكتوبر من ذلك العام، بعد يومين من دخول إيطاليا في الحرب العالمية الثانية، ومع تجربة تطوعية مبكرة في الحرب الإيطالية الإثيوبية، جرى استدعاؤه إلى الخدمة العسكرية، وإرساله إلى ليبيا باعتباره طبيبًا قتاليًا. وتظهر سجلات الجيش أنه في غضون 20 يومًا من هذا الأمر، تلقى بوري تسريحًا مؤقتًا للسماح له بإكمال تدريبه الطبي والحصول على دبلوم التأهل كطبيب. زعم بوري أنه درس تاريخ الفن لأنه أراد أن يكون قادرًا على فهم الأعمال الفنية التي أحاطت به. كما درس اليونانية، وهي اللغة التي أصبح يتقنها، وفي وقت لاحق تمكن من قراءة الأدب اليوناني الكلاسيكي والتمتع به. وفي 8 مايو عام 1943 أسرت الوحدة التي كان جزءًا منها من قبل البريطانيين في تونس وسُلموا لاحقًا إلى الأمريكيين ليجري نقلهم إلى هيرفورد في تكساس في معسكر لأسرى الحرب يضم نحو 3000 ضابط إيطالي، حيث بدأ الرسم. وبعد تحريره عام 1946، انتقل إلى روما وكرس نفسه للرسم. أقيم معرضه الفردي الأول في غاليري لا مارغريتا في عام 1947. ثم عرض في معرض مارلبورو في نيويورك وفي غاليري دو فرانس في باريس.
بعد منعه من ممارسة مهنته الطبية، أتيحت لبوري فرصة اختيار نشاط ترفيهي بفضل جمعية الشبان المسيحيين. وبدأ نشاطه بالرسم باستخدام كمية محدودة من المواد المتاحة في المخيم، في سن الثلاثين تقريبًا ودون أي نوع من المراجع الأكاديمية. في غضون ذلك كان للوفاة المأساوية لشقيقه الأصغر فيتوريو على الجبهة الروسية عام 1943 تأثير قوي عليه. وعزل نفسه عن بقية العالم، ورسم الموضوعات التصويرية بضربات لونية سميكة، وأدرك بشكل تدريجي رغبته بالتخلي عن مهنة الطب لصالح الرسم.

## لوحاته

### من التجريد إلى المادة
بمجرد عودة بوري إلى إيطاليا في 27 فبراير عام 1946، اصطدم قراره بالركود الحاد الذي أعقب الحرب العالمية الثانية واستياء والديه. ثم انتقل إلى روما كضيف على عازف الكمان والملحن أنيبال بوكشي وهو ابن عم والدته، الذي شجع عمله كرسام.
أثناء وجوده في روما أتيحت له فرصة إقامة اتصال مع المؤسسات القليلة ولكن النشطة للغاية المخصصة للرسم، والتي كانت تنشئ منصة جديدة للفنون البصرية بعد الحرب.
ظل فنانًا متحفظًا يعمل باستمرار ويبدع، في البداية في استوديو صغير في فيا مارغوتا، لكنه غالبًا ما كان ينتقل. وقد أفاد ميلتون جيندل - الصحفي الأمريكي الذي زار استوديو بوري في عام 1954 - في وقت لاحق: «الاستوديو سميك الجدران وأبيض اللون وأنيق ومتقشف؛ عمله عبارة عن «دم ولحم»، قماش ممزق محمر يبدو أنه يوازي قوة الجروح التي عانى منها بوري في زمن الحرب». 
أقيم أول معرض للأعمال الفنية التصويرية المنفردة لبوري في 10 يوليو عام 1947 في معرض ومكتبة لا مارغريتا في روما، وقدمه الشاعران ليوناردو سينيسغالي وليبيرو دي ليبيرو. من بعدها تدفق الإنتاج الفني لبوري بشكل قاطع إلى أشكال مجردة قبل نهاية العام نفسه، واستخدام نموذج التمبرا الصغير الذي كان بتأثير فنانين مثل جون دبفات وخوان ميرو، الذي زار بوري الاستوديو الخاص به خلال رحلة إلى باريس في شتاء عام 1948.

#### القطران، والعفن، والمنحنيات
أصبح البحث الفني لبوري شخصيًا في وقت قصير، بين عامي 1948 و1950 بدأ بتجربة استخدام مواد غير عادية وغير تقليدية مثل القطران والرمل والزنك والخفاف وغبار الألومنيوم بالإضافة إلى غراء الكلوريد متعدد الفينيل، حيث رفعت هذه المادة الأخيرة إلى نفس أهمية الألوان الزيتية. وخلال هذا الانتقال الفني أظهر الرسام حساسيته تجاه نوع الوسائط المختلطة من التجريد لإنريكو برامبوليني، وهو شخصية مركزية في الفن التجريدي الإيطالي. ومع ذلك تقدم بوري خطوة أخرى إلى الأمام في لوحته كاترامي (القطران)، حيث قدم القطران ليس كمواد مجمعة بسيطة، ولكن كلون حقيقي - عن طريق درجات مختلفة من الألوان الواضحة والمعتمة باللون الأسود أحادي اللون - يمزج نفسه مع مجمل اللوحة. 
اعتبرت لوحته «نيرو 1» (أسود 1) عام 1948 لاحقًا علامة فارقة أولى في رسمه وأثبت انتشار اللون الأسود الأحادي، والذي بقي هوية قريبة طوال حياته المهنية، جنبًا إلى جنب مع الأبيض، منذ سلسلة بيانكي (أبيض) من 1949 حتى 1950، ثم اللون الأحمر.
قدمت السلسلة التالية من موفيه (العفن) حرفيًا التفاعلات العفوية للمواد المستخدمة، ما مكّن المادة من «الحياة» في القطرات والتحجير التي أعادت إنتاج تأثيرات ومظهر العفن الحقيقي. في بعض الأعمال الفنية من نفس الفترة التي أطلق عليها اسم غوبي (الانحناء)، ركز بوري على التفاعل المكاني للوحة، محققًا نتيجة أصلية أخرى بسبب دمج أغصان الأشجار في الجزء الخلفي من اللوحة القماشية التي دفعت ثنائية الأبعاد نحو الفضاء ثلاثي الأبعاد. 
في عام 1949 نشر الناقد كريستيان زيرفوس صورة كاترامي (عُرضت في باريس العام السابق) في مجلة كاييه داغ الشهيرة.
على الرغم من تقارب بوري مع فن الإينفورمال وصداقته مع إيتوري كولا، الأمر الذي جعل ألبرتو قريبًا من غروبو أوريجينه (الذي أسسه كولا نفسه وماريو بالوكو وجوزيبي كابوغروس في عام 1951)، كان العمل الفني للرسام أكثر تفردًا واستقلالية.